# Bout de Zan a la gale
Pour plus de détails, voir Fiche technique et Distribution.
Bout de Zan a la gale est un film muet français réalisé par Louis Feuillade en 1913  et sorti en 1914.

## Fiche technique
- Titre : Bout de Zan a la gale
- Réalisation : Louis Feuillade
- Scénario : Louis Feuillade
- Société de production : Société des Établissements L. Gaumont
- Pays d'origine :  France
- Langue : intertitres en français
- Format : Muet - Noir et blanc - 35 mm - 1,33:1
- Genre : Comédie
- Métrage : 120 m
- Durée : 4 minutes
- Dates de sortie : 
  - France : janvier 1914

## Distribution
- Marguerite Lavigne
- René Poyen : Bout de Zan
- Jeanne Saint-Bonnet
- Edmond Bréon